# Château d'Anjony
Pour les articles homonymes, voir Anjony.
Le château d'Anjony est un château fort, situé dans la commune de Tournemire, département du Cantal (France).

## Description

### Extérieurs
C'est une forteresse constituée seulement d'un très haut donjon cantonné de quatre grandes tours d'angle circulaires coiffées de toits en poivrière. Un chemin de ronde sur mâchicoulis surplombe le corps central ainsi que les tours. Elle a été construite en pierre de lave sur un éperon qui domine la vallée encaissée de la Doire.
L'architecture  de cette forteresse est caractéristique de son époque puisqu'on en trouve d'autres exemplaires similaires jusque dans le nord de la France (château de Pernant, château de Vic-sur-Aisne, château de Renescure). Mais ces forteresses, construites en calcaire ou en briques, soumises aux intempéries et aux aléas des guerres et des abandons, ont été aussi fort remaniées depuis le XVe siècle.
Comme il est constitué d'une pierre dure et n'a jamais subi de siège ou d'attaque ni n'a jamais fait l'objet d'un ordre de démolition, ce château est l'un des rares de son style à avoir conservé intact son aspect extérieur du XVe siècle.
À proximité, se trouve le corps de bâtiments du XVIIIe siècle ajouté par Claude de Léotoing d'Anjony avant la Révolution. C'est un bâtiment rectangulaire en basalte à un seul niveau et toiture en lauzes à deux niveaux de lucarnes. Ce logis sévère et gris, renferme des décors raffinés de style Louis XV : parquets, boiseries, cheminées et trumeaux.
Les bâtiments de communs, répartis le long de l'allée d'accès au château, sont construits dans le même style que le logis ce qui constitue un ensemble exceptionnel.

### Intérieurs
Au XVIe siècle, Michel Ier d'Anjony, fils de Louis III d'Anjony, et époux de Germaine de Foix fait décorer la grande salle du premier étage d'une fresque représentant les Neuf Preux. Ces fresques, réalisées vers 1575, ont été redécouvertes au début du XXe siècle derrière des boiseries qui avaient été installées au XVIIIe siècle. La fresque de Jules César, l'un des trois héros païens des Neuf Preux, a disparu à la suite du percement d'une fenêtre à la même époque.
Michel Ier et son épouse se sont fait immortaliser de part et d'autre de la cheminée monumentale.
La décoration de la chapelle privée représente des scènes de la Passion.

## Historique

### Famille d'Anjony
Selon l'historien Raymond Delatouche, les Anjony - les Jean - sont 

« une famille venue probablement du Quercy, où elle a pris son point de départ, comme tant d'autres, dans le commerce des peaux (...) Arrivée à Aurillac, elle se fait une place dans la bourgeoisie, accède aux charges municipales. La fortune acquise dans les affaires,  est employée à l'achat de rentes, de fiefs à des prêts à la vieille noblesse obérée, autre moyen d'acquérir à échéance des terres nobles »

— Delatouche.

« À travers cette épopée, c'est toute l'histoire de France qui se déroule. Les Croisades portent le premier coup à la fortune des Tournemire. Voici le siècle de saint Louis avec ses grands fonctionnaires pacificateurs : Eustache de Beaumarchais est à l'origine du partage du donjon de Tournemire, nœud du drame »

— Delatouche.
Bernard Johanini, acquiert ainsi en 1351 des droits sur une terre du fief de Tournemire, appelée L'Armandie ou Larmandie. Anobli en 1360, il prend le nom d'Anjony qu'il va laisser au château. Le roi Charles VII autorise Louis II d'Anjony, compagnon de Jeanne d'Arc, à construire un château fort, cantonné de quatre tours et entouré de mâchicoulis, auquel il donne son nom, et qui s'est conservé presque à l'identique jusqu'à nos jours.
Ce nouveau château est édifié en contrebas de celui de la famille de Tournemire, sans avoir demandé l'autorisation préalable des seigneurs du lieu... ce qui provoque une situation de conflit entre les deux familles qui conduit en 1523 au meurtre de Claude d'Anjony.
La chapelle avec ses décors à fresques représentant des scènes de la Passion a dû être entreprise par Louis III d'Anjony, seigneur du lieu depuis 1526, et frère du curé assassiné par les Tournemire, pour pallier le fait que la fréquentation de l'église paroissiale leur était devenue impossible. Il est lui-même mort peu avant 1557.
Les murs de la grande salle du premier étage représentant les Neuf Preux ont été peints à la demande de Michel Ier d'Anjony, fils de Louis III d'Anjony, et époux de Germaine de Foix. Ces fresques, réalisées vers 1575, ont été redécouvertes au début du XXe siècle derrière des boiseries qui avaient été installées au XVIIIe siècle. La fresque de Jules César, l'un des trois héros païens des Neuf Preux, a disparu à la suite du percement d'une fenêtre à la même époque.
En 1623, un nouveau duel entre les représentants des deux familles a lieu devant l'église paroissiale de Tournemire et provoque la mort de trois membres de chaque famille.
- Michel III d'Anjony, seigneur d'Anjony et de Mardogne, épouse le 15 février 1634 Gabrielle de Pestels qui lui donne plusieurs enfants sans descendance et une fille : Gabrielle d'Anjony, bénéficiaire du testament de son frère Claude.

Éteinte au XVIIe siècle, la famille d'Anjony portait « D'or à douze pièces de vair d'azur 5 4 et 3 ».

### Famille de Léotoing
- Gabrielle d'Anjony a épousé Gabriel de Léotoing, seigneur de Charmensac, de l'ancienne famille féodale de Léotoing. Ils ont deux enfants, dont :
  - Robert IV de Léotoing d'Anjony (1683-1768), seigneur d'Anjony, qui épouse en 1749 Marie-Antoinette de Caissac de Réquiran, dame de Bellestat, fille Louis de Caissac, seigneur de Réquiran, et de Marguerite de Prallat, dame de la Bountat. Ils firent ajouter une aile au donjon pour disposer d'un logis accueillant et ils eurent pour enfant : 
    - Claude-Louis de Léotoing d'Anjony (1750-1821), seigneur d'Anjony, de Bellestat, lequel épouse en 1773 Catherine de Méallet de Fargues, dame de Messac, fille de Jean-André de Fargues (1713-1792), seigneur de Fargues, et de Marie-Françoise de Béral de Massebeau. Claude-Louis d'Anjony, marquis de Mardogne, lieutenant du corps des gardes royaux, entame à la fin du XVIIIe siècle la construction d'une seconde aile qui jouxte la première. Ils ont un garçon et une fille avec lesquels ils doivent émigrer pendant la Révolution. Leurs biens sont mis sous séquestre et vendus comme biens nationaux en 1791.

  - Jean-André de Léotoing d'Anjony (1775-1864), marié à Joséphine de Peyrac de Jugeals de Veillan, qui ne lui donne que deux filles :
    - Iphigénie de Léotoing d'Anjony (1805-1881), héritière d'Anjony qu'elle apporte par son mariage en 1827 à Paul Pellissier de Féligonde (1799-1861), membre de la Société cantalienne qui suit.
    - Emma de Léotoing d'Anjony (1806-1882), mariée en 1830 à son beau-frère Jacques Pellissier de Féligonde (1800).

En 1837, Prosper Mérimée, inspecteur général des monuments historique, guidé par M. Furcy-Grognier, premier adjoint au maire d'Aurillac, est venu faire une visite du château d'Anjony dont il a laissé la relation dans ses Notes d'un voyage en Auvergne,.
La famille de Léotoing portait « D'argent à trois fasces ondées de gueules au chef d'azur chargé de trois coquilles d'argent ».

### Famille Pellissier de Féligonde
- Iphigénie de Léotoing d'Anjony (1805-1881), héritière d'Anjony qu'elle apporte par son mariage en 1827 à Paul Pellissier de Féligonde (1799-1861), membre de la Société cantalienne. Ils ont sept fils et trois filles, dont Marie Hippolite Pellissier de Féligonde qui suit.
  - Marie Hippolite Pellissier de Féligonde de Léotoing d'Anjony (1829-1892), capitaine de cavalerie, qui relève le nom de sa mère vers 1860. De son mariage en 1869 avec Carmen d'Algarra (1847-1925), il a deux fils : Carlos et Robert qui suit.
    - Robert Féligonde de Léotoing d'Anjony (1881-1934) hérite d'Anjony où il fait des travaux de restauration. Il épouse à Lyon en 1907 Alice de Montgolfier, fille d'Henri et de Joséphine Gillet qui lui donne deux fils Henri et Georges, et trois filles Madeleine, Inès et Thérèse.

La famille Pellissier de Féligonde porte « D'azur à un pélican d'or dans son aire du même avec sa piété de gueules ».
Le château est toujours habité. Il est la propriété du Marquis et de la Marquise de Léotoing d'Anjony, fils d'Henri.

## Dans la culture populaire
Le château apparaît dans l'épisode Le Village maudit de la série télévisée des années 1970 Les Brigades du Tigre.

## Vues du château

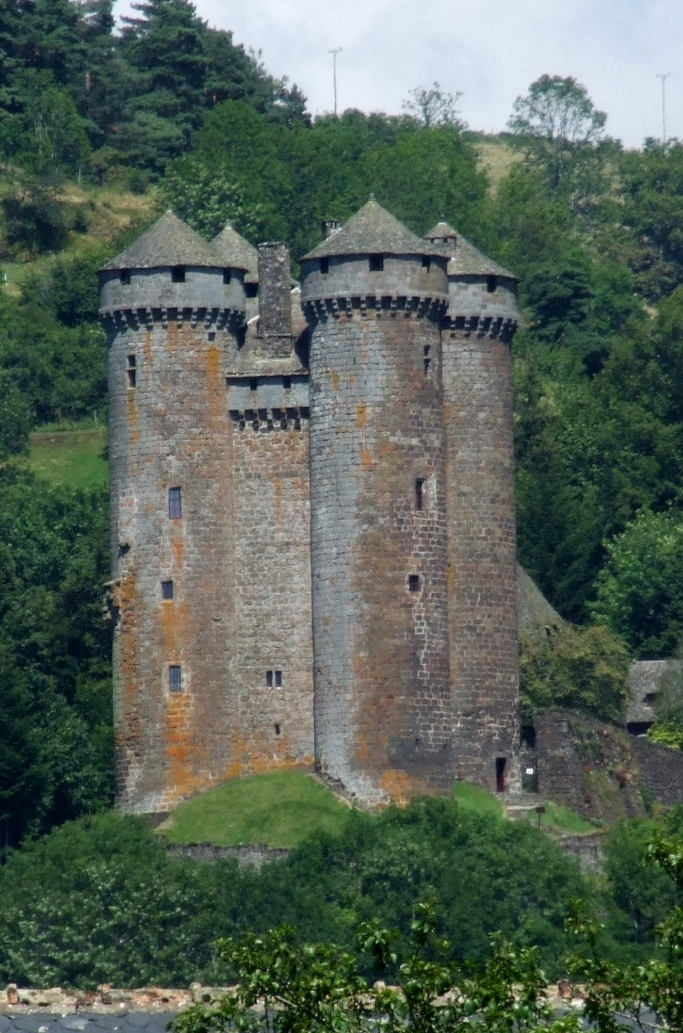
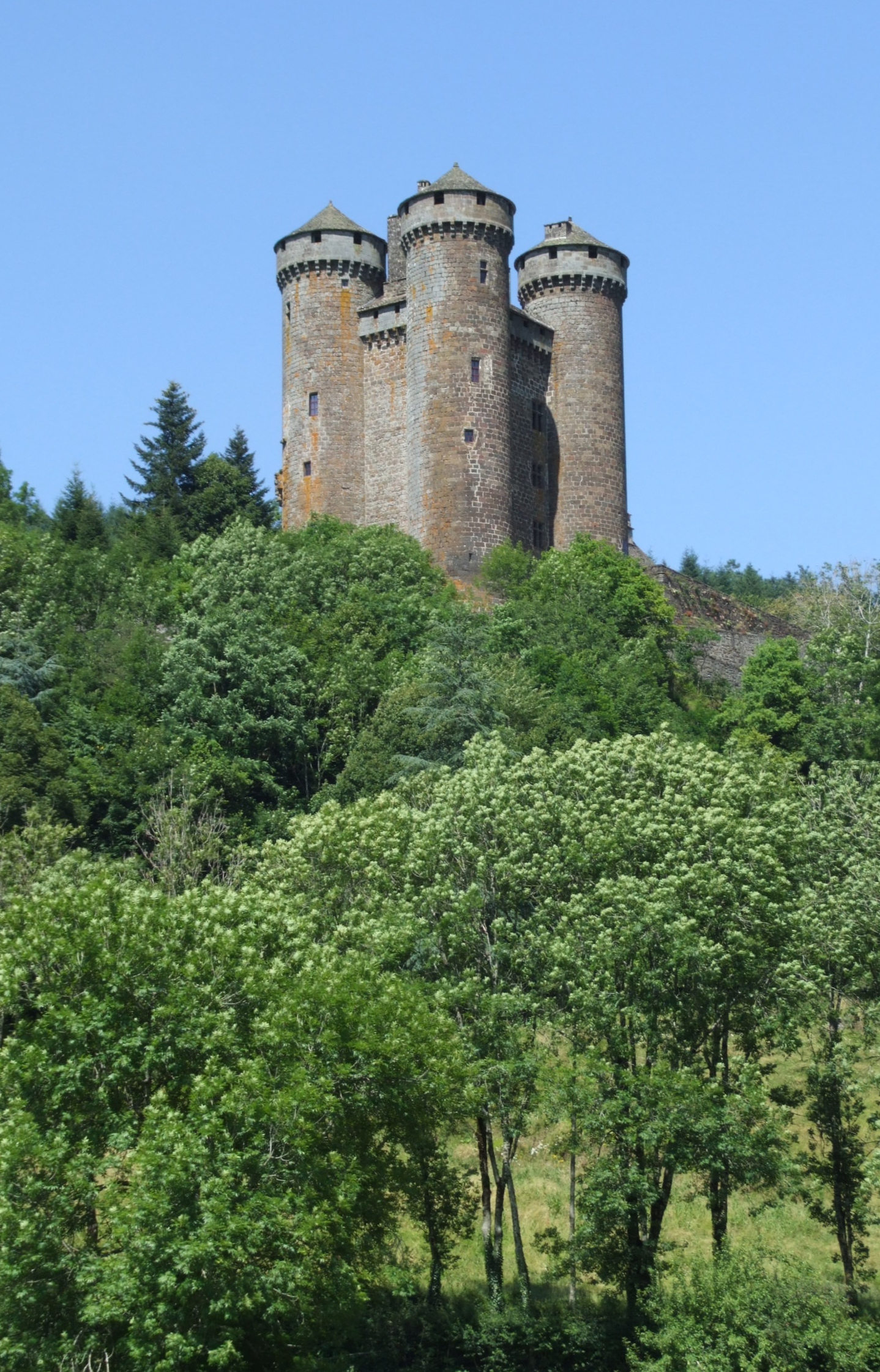
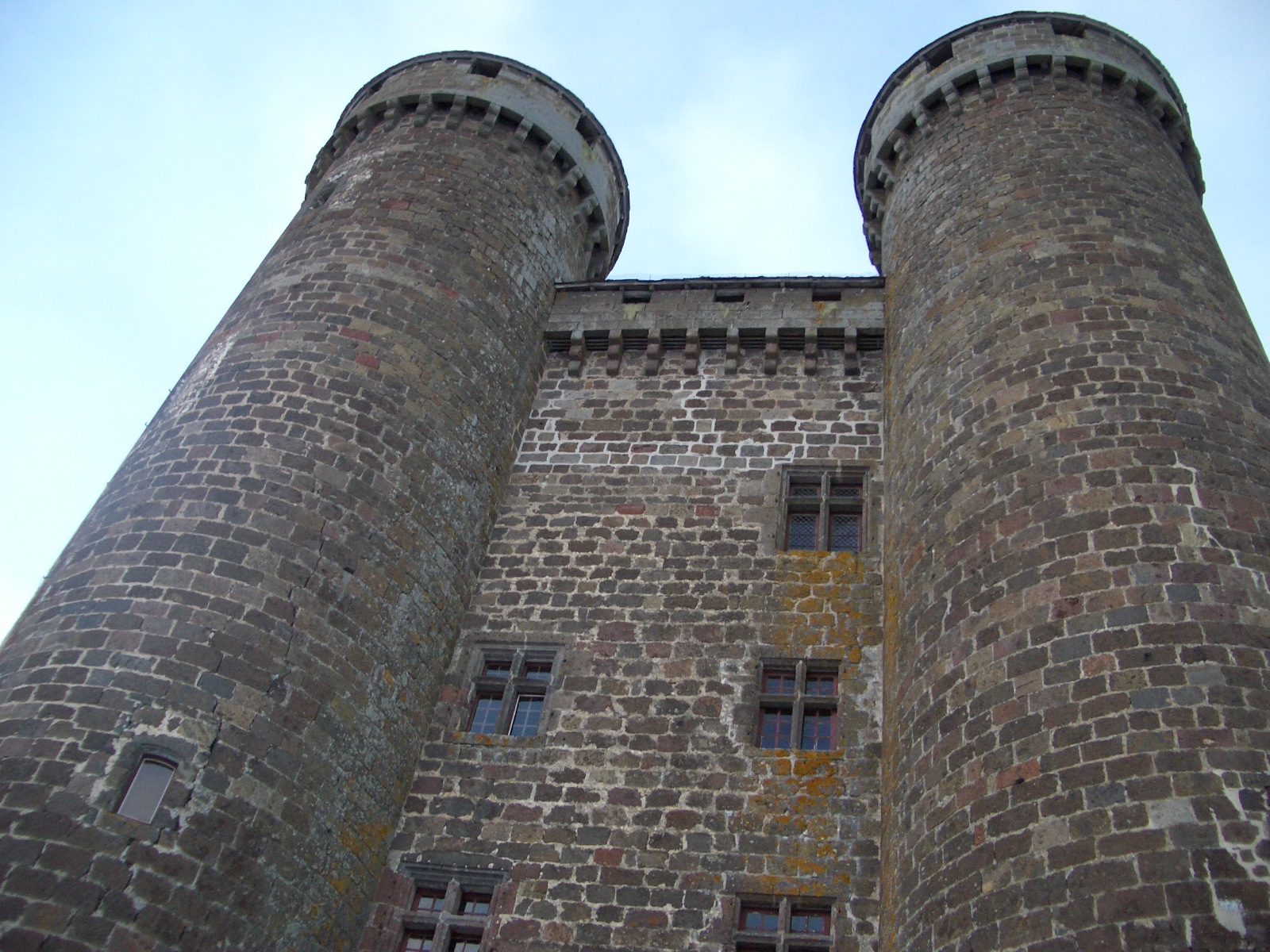